# إدوارد إس. مينور
إدوارد إس. مينور هو سياسي أمريكي، ولد في 13 ديسمبر 1840 في مقاطعة جيفيرسون في الولايات المتحدة، وتوفي في 26 يوليو 1924 في ستورغون باي في الولايات المتحدة. نشط حزبياً في الحزب الجمهوري. وقد انتخب عضو جمعية ولاية ويسكونسن ‏ وانتخب عضو مجلس ولاية ويسكونسن ‏ وانتخب عضو مجلس النواب الأمريكي ‏.